# Связь на Фарерских островах
Связь на Фарерских островах де-факто отсчитывает свою историю с 1901 года, когда крестьянин Олаф Йоханнес Ольсен, более известный как Олафур а Хейгем из Вестманна, написал в 1901 году в местный парламент лёгтинг письмо с предложением установки двух телефонов на островах. Он предлагал улучшить связь между городами Вестманна и Торсхавн: по этому маршруту часто ходил паром, который был единственным, что непосредственно соединяло два города; установление постоянного телефонного соединения могло бы помочь не только простым местным жителям, но и рыбакам в частности.
Лёгтинг воспринял просьбу Олафура скептически, решив, что: во-первых, установка будет стоить слишком дорого; во-вторых, никто в обществе не возьмёт на себя ответственность за содержание телефонной линии. Комитет из пяти человек рассматривал дело, и трое из них выступили против установки, решив, что надо для начала дождаться разработки подобной связи в Дании. Тем не менее, просьбу Олафура всё-таки удовлетворили: с 1905 года стало работать постоянное телефонное сообщение между Вестманной и Торсхавном. Стоимость установки обошлась в 28 281 крон и 14 эре. Доподлинно известны имена первых людей, которые получили личные домашние телефоны: Гейл (Торсхавн), Ганс Баренцен (Зунд), Оли Кристиан Дебесс (Эйрарейнгир), Оли Якобсен (Квивик) и сам Олафур а Хейгум (Вестманна).
В 1906 году Хейгум подал ещё одно заявление с просьбой организовать телефонную сеть на всех островах, однако лёгтинг сам пошёл ему навстречу и объявил об утверждении общенациональной программы развития телеграфной и телефонной связи. Телеграфное сообщение между городами Сандагерд и Торсхавн позволило открыть международную телеграфную связь: в Сандагерде находилась телеграфная станция, которая позволяла отправлять сообщения за границу. В том же году была учреждена телефонная компания Føroya Løgtings, начавшая распространение телефонных услуг. Её первым руководителем стал Антон Дайн.
К 1930 году все острова, кроме Сувурой, входили в телефонную сеть Фарерских островов. В 1954 году появилась первая телефонная линия для международных переговоров, которая соединяла острова с Данией. С 1957 года на островах стало вещать государственное радио Útvarp Føroya, а в 1984 году был запущен государственный телеканал SVF (Sjónvarp Føroya). В 1993 году был представлен национальный Интернет-домен верхнего уровня .fo.

## Краткая статистика

### Телефония
- Телефонных линий всего: 22 тыс. (1995)
- Абонентов мобильной связи всего: 35 тыс. (2004)
- Цифровая телефонная связь функционирует с 1998 года. Есть возможность для междугородних и международных переговоров.
- Кабели: два оптоволоконных подводных кабеля, соединяющих Фареры с Данией, Исландией и Шотландией.
- Для звонка необходимо набрать код страны 298 и затем шестизначный телефонный номер.

### Радиовещание
- Радиостанций всего: 14, в том числе одна AM-станция и 13 FM-станций (1998)
- Радиослушателей: 26 тыс. (1997)

### Телевидение
- Телестанции: 7 телеканалов (сентябрь 1995)
- Передатчики: 51 маломощный
- Спутники вещания: один спутник Orion
- Телевизоров в стране: 15 тыс. (1997)

### Интернет
- Провайдеры: DataNet, El & Tele, Føroya Tele, Kall, Teletech
- Национальный домен: .fo